# Calcio ai XIX Giochi panamericani - Torneo femminile
La diciannovesima edizione del torneo di calcio femminile ai Giochi panamericani si svolge a Valparaiso e a Viña del Mar dal 22 ottobre al 3 novembre 2023, in Cile. Al torneo partecipano otto nazionali: oltre al Cile, ammesso al torneo in qualità di paese ospitante, hanno guadagnato la qualificazione ai Giochi le squadre classificate dal 3º al 5º posto della Copa América Femenina 2022, e le migliori della CONCACAF Women's Championship 2022. Le otto squadre partecipanti sono state divise in due gruppi di 4 squadre ciascuno; le prime due classificate di ogni gruppo accedono alle semifinali.

## Partecipanti
| CONMEBOL                        | CONCACAF                                |
| ------------------------------- | --------------------------------------- |
| Argentina Cile Paraguay Bolivia | Costa Rica Giamaica Messico Stati Uniti |

## Prima fase

### Girone A
| Squadra  | P | G | V | N | S | GF | GS | DR  |
| -------- | - | - | - | - | - | -- | -- | --- |
| Messico  | 9 | 3 | 3 | 0 | 0 | 14 | 2  | +12 |
| Cile     | 6 | 3 | 2 | 0 | 1 | 8  | 3  | +5  |
| Paraguay | 3 | 3 | 1 | 0 | 2 | 11 | 5  | +6  |
| Giamaica | 0 | 3 | 0 | 0 | 3 | 0  | 23 | -23 |

#### Risultati
| Arbitro: | Paula Andrea Fernandez |

|                                                                                     |           |  |
| Sánchez 12’, 75’ Nieto 35’ Palacios 42’ Ordóñez 58’ Cervantes 68’ Corral 85’ (rig.) | Marcatori |  |

| Arbitro: | Helena De Siqueira |

|            |           |  |
| Zamora 24’ | Marcatori |  |

| Arbitro: | Gisselle Giler |

| |           |  |
| Alonso 6’ J. Martínez 18’, 46’, 53’ Fernández 22’ Sandoval 24’, 90’ Bogarín 52’ R. Martínez 81’ Bareiro 89’ | Marcatori |  |

| Arbitro: | Milagros Arruela |

|             |           |                                    |
| Pinilla 37’ | Marcatori | 56’ Bernal 74’ Sánchez 88’ Ordóñez |

| Arbitro: | Priscila Vasquez |

|                                                 |           |              |
| Camberos 37’ Ordóñez 41’ Sánchez 67’ Ovalle 70’ | Marcatori | 9’ Fernández |

| Arbitro: | Paula Fernandes |

|                                                                           |           |  |
| Jiménez 44’ López 45+5’ Caniguán 55’ Olave 68’ José Urrutia 78’ Araya 82’ | Marcatori |  |

### Girone B
| Squadra     | P | G | V | N | S | GF | GS | DR  |
| ----------- | - | - | - | - | - | -- | -- | --- |
| Stati Uniti | 9 | 3 | 3 | 0 | 0 | 13 | 1  | +12 |
| Argentina   | 4 | 3 | 1 | 1 | 1 | 3  | 4  | -1  |
| Costa Rica  | 2 | 3 | 0 | 2 | 1 | 1  | 3  | -2  |
| Bolivia     | 1 | 3 | 0 | 1 | 2 | 0  | 9  | -9  |

#### Risultati
| Arbitro: | Stefani Escobar |

|                                             |           |  |
| McDonald 4’, 22’, 68’ Villarreal Adames 33’ | Marcatori |  |

| Viña del Mar 22 ottobre 2023 | Costa Rica       | 0 – 0 referto | Argentina | Stadio Sausalito\| Arbitro: \| Priscila Vasquez \| |
| Arbitro:                     | Priscila Vasquez |               |           |                                                    |

| Arbitro: | Maria Belen Lupera Reto |

|                                   |           |             |
| Collins 10’ Hutton 72’ Adames 76’ | Marcatori | 34’ Fonseca |

| Arbitro: | Gabriela Arce |

|  |           |                                           |
|  | Marcatori | 11’ Cometti 48’ (rig.) Stábile 90+5’ Cruz |

| Arbitro: | Andreza De Siqueira |

|                                                   |           |  |
| Bodak 15’ Kohler 20’ Villarreal 50’ Restovich 54’ | Marcatori |  |

| Viña del Mar 28 ottobre 2023 | Costa Rica       | 0 – 0 referto | Bolivia | Stadio Sausalito\| Arbitro: \| Priscila Vasquez \| |
| Arbitro:                     | Priscila Vasquez |               |         |                                                    |

## Fase finale
|  | Semifinali | Semifinali  | Semifinali |      |         | Finale 1º posto | Finale 1º posto | Finale 1º posto |  |
|  |            |             |            |      |         |                 |                 |                 |  |
|  | 1A         | Messico     | 2          |      |         |                 |                 |                 |  |
|  | 1A         | Messico     | 2          |      |         |                 |                 |                 |  |
|  | 2B         | Argentina   | 0          |      |         |                 |                 |                 |  |
|  | 2B         | Argentina   | 0          |      | Messico | Messico         | 1               |                 |  |
|  |            |             |            |      | Messico | Messico         | 1               |                 |  |
|  |            |             | Cile       | Cile | 0       |                 |                 |                 |  |
|  | 1B         | Stati Uniti | Cile       | Cile | 0       | 1               |                 |                 |  |
|  | 1B         | Stati Uniti |            |      |         | 1               |                 |                 |  |
|  | 2A         | Cile        | 2          |      |         | Finale 3º posto | Finale 3º posto | Finale 3º posto |  |
|  | 2A         | Cile        | 2          |      |         |                 |                 |                 |  |
|  |            |             |            |      |         |                 |                 |                 |  |
|  |            |             |            |      |         | Argentina       | Argentina       | 0               |  |
|  |            |             |            |      |         | Argentina       | Argentina       | 0               |  |
|  |            |             |            |      |         | Stati Uniti     | Stati Uniti     | 2               |  |

### Semifinali
| Arbitro: | Paula Fernandez |

|                 |           |  |
| Ovalle 18’, 46’ | Marcatori |  |

| Arbitro: | Andreza Siqueira |

|                    |           |            |
| Araya 37’ Aedo 45’ | Marcatori | 52’ Adames |

### Finale 7º posto
| Arbitro: | Gabriela Arce |

|             |           |                          |
| Bonnick 48’ | Marcatori | 24’ Alurrande 67’ Méndez |

### Finale 5º posto
| Arbitro: | Maria Belen Lupera Reto |

|                                       |           |                |
| R. Fernández 24’, 31’ J. Martínez 26’ | Marcatori | 20’ Valenciano |

### Finale 3º posto
| Arbitro: | Stefani Escobar |

|  |           |                          |
|  | Marcatori | 30’ Villareal 30’ Hutton |

### Finale 1º posto
| Arbitro: | Milagros Arruela |

|            |           |  |
| Bernal 29’ | Marcatori |  |

## Classifica finale
| Pos | Squadre     |
| --- | ----------- |
|     | Messico     |
|     | Cile        |
|     | Stati Uniti |
| 4.  | Argentina   |
| 5.  | Paraguay    |
| 6.  | Costa Rica  |
| 7.  | Bolivia     |
| 8.  | Giamaica    |

## Marcatori
4 reti
- María Sánchez
- Rebeca Fernández
- Jessica Martínez
- Amalia Villarreal

3 reti
- Diana Ordóñez
- Lizbeth Ovalle
- Emeri Adames
- Ava McDonald

2 reti
- Rebeca Bernal
- Claire Hutton
- Karen Araya
- Fabiola Sandoval